# Hartvíkovice
Hartvíkovice település Csehországban, a Třebíči járásban. Hartvíkovice Popůvky, Stropešín, Vícenice u Náměště nad Oslavou, Třesov, Okarec és Sedlec településekkel határos. Lakosainak száma 575 fő (2024. január 1.).

## Népesség
A település lakosságának változását az alábbi diagram mutatja:
| Lakosok száma | 386  | 584  | 577  | 695  | 635  | 547  | 537  | 563  | 533  | 575  |
|               | 1869 | 1900 | 1921 | 1961 | 1980 | 2011 | 2016 | 2019 | 2021 | 2024 |